# Gebietskörperschaft (Schweiz)
Gebietskörperschaften in der Schweiz sind:
- der Bund
- die Kantone
- (im Kanton Graubünden die Kreise)
- die Gemeinden

Keine Gebietskörperschaften sind
- die Bezirke – sie dienen nur der Verwaltung und Gerichtsorganisation

Eine einmalige Ausnahme bildete von 1976 bis 1994 der damals zum Kanton Bern und heute zum Kanton Basel-Landschaft gehörende Bezirk Laufen, der in der Frage des möglichen Kantonswechsels des Laufentals eigenständig mit den Nachbarkantonen verhandeln und Entscheidungen treffen durfte. Zu diesem Zweck verfügte er über einen Bezirksrat.